# Big Ambitions
 (février 2025).
 (février 2025).
Big Ambitions est un jeu vidéo de simulation économique et de gestion d’entreprise. Il est sorti en accès anticipé le 10 mars 2023 sur Windows via la plateforme Steam.

## Gameplay
Dans Big Ambitions, le joueur incarne un entrepreneur qui doit bâtir et gérer son propre empire commercial. Il peut créer et développer diverses entreprises, gérer ses finances, embaucher des employés et investir dans l'immobilier. Le jeu propose un monde ouvert où les décisions stratégiques influencent directement la réussite du joueur.

## Développement et sortie
Le jeu a été développé par Hovgaard Games, un studio indépendant également connu pour Startup Company. Il est entré en accès anticipé sur Steam le 10 mars 2023, permettant aux joueurs de tester le jeu avant sa sortie complète.

## Plateformes
Actuellement, Big Ambitions est uniquement disponible sur PC (Windows) via Steam. Aucune version console n'a été annoncée.